# Hristo Šopov
Hristo Naumov Šopov (in bulgaro Христо Наумов Шопов?; Sofia, 4 gennaio 1964) è un attore bulgaro.

## Biografia
Suo padre, Naum Šopov, è un noto attore. Hristo ha fatto il suo debutto in Bulgaria nel 1981 in Dišaj, čoveče!. È noto in patria per i ruoli di Ivan in Včera (1988) e Sledvaj me (2003) e all'estero per la sua interpretazione di Ponzio Pilato nel film di Mel Gibson La passione di Cristo e di Rainaldo di Dassel in Barbarossa. Dal 2004 ha partecipato a numerose produzioni italiane, tra le quali la miniserie L'inchiesta, remake dell'omonimo film di Damiano Damiani, nella quale ha interpretato il ruolo di Ponzio Pilato, che aveva già ricoperto nel film La passione di Cristo di Mel Gibson.

## Filmografia
- Dišaj, čoveče!, regia di Veselina Gerinska (1981)
- Za gospožicata i nejnata măžka kompanija, regia di Ivan Dobčev (1983)
- Včera, regia di Ivan Andonov (1988)
- Margarit i Margarita, regia di Nikolaj Volev (1989)
- Razvodi, razvodi..., regia di Kosta Bikov e Veselin Branev (1989)
- Test '88, regia di Hristo Hristov (1989)
- Ljubovnoto ljato na edin l'ohman, regia di Ljudmil Todorov (1990)
- Indianski igri, regia di Ivan Andonov (1990)
- BerlinoBerlino '39, regia di Sergio Sollima (1993)
- Krăgovrat, regia di Dočo Bodžakov (1993)
- Annata di pregio, regia di Egidio Eronico (1995)
- Operation Delta Force 4: Deep Fault, regia di Mark Roper (1999)
- Octopus - La piovra (Octopus), regia di John Eyres (2000)
- City of Fear, regia di Mark Roper (2000)
- Naj-važnite nešta – serie TV, 1 episodio (2001)
- Shark Hunter, regia di Matt Codd (2001)
- Death, Deceit & Destiny Aboard the Orient Express, regia di Mark Roper (2001)
- La zona grigia (The Grey zone), regia di Tim Blake Nelson (2001)
- Queen's Messenger, regia di Mark Roper (2001)
- Mindstorm, regia di Richard Pepin (2001)
- Interceptor Force 2, regia di Phillip J. Roth – film TV  (2002)
- Dark Descent, regia di Daniel Knauf (2002)
- Python 2, regia di Lee McConnell (2002)
- Sledvaj me, regia di Dočo Bodžakov (2003)
- Cacciatore di alieni (Alien Hunter), regia di Ron Krauss (2003)
- Io sono David (I Am David), regia di Paul Feig (2003)
- Dragon Fighter, regia di  Phillip J. Roth (2003)
- Marines, regia di  Mark Roper (2003)
- Darklight, regia di Bill Platt – film TV  (2004)
- Slavata na Bălgarija, regia di Vasil Barkov – film TV (2004)
- Lost World - Predatori del mondo perduto (Raptor Island), regia di Stanley Isaacs – film TV  (2004)
- Phantom Force, regia di Christian McIntire – film TV  (2004)
- Spartaco il gladiatore (Spartacus), regia di Robert Dornhelm – film TV  (2004)
- La passione di Cristo, regia di Mel Gibson (2004)
- Sacco & Vanzetti, regia di Fabrizio Costa – film TV  (2005)
- Target of Opportunity, regia di Danny Lerner (2005)
- Karol - Un uomo diventato papa, regia di Giacomo Battiato – film TV  (2005)
- L'inchiesta, regia di Giulio Base (2006)
- Dragon Dynasty, regia di Matt Codd – film TV  (2006)
- La masseria delle allodole, regia di Paolo Taviani (2007)
- Resolution 819, regia di Giacomo Battiato – film TV  (2008)
- Fuga per la libertà - L'aviatore, regia di Carlo Carlei – film TV  (2008)
- Fake Identity, regia di Dennis Dimster (2009)
- Barbarossa, regia di Renzo Martinelli (2009)
- Command Performance, regia di Dolph Lundgren (2009)
- HDSP: Hunting Down Small Predators, regia di Cvetodar Markov (2010)
- Undisputed III: Redemption, regia di Isaac Florentine (2010)
- Il generale Della Rovere, regia di Carlo Carlei – film TV  (2011)
- Operation Shmenti Capelli, regia di Ivan Mitov (2011)
- Love.net, regia di Ilijan Dževelekov (2011)
- Barabba, regia di Roger Young – miniserie TV (2013)